# マギー一門
マギー一門（マギーいちもん）とは、マギー信沢を始祖とするマジシャンの一統。

## 始祖：マギー信沢
マギー信沢（マギーのぶざわ、1919年 - 1985年）は手品師。マギー一門の始祖である。
マギー司郎、マギー瑠美の師匠。65歳で亡くなるまで第一線でマジシャンとして活動した。

## 弟子たち

### マギー信沢の弟子
マギー司郎
マギーしろう。マギー司郎を参照
マギー瑠美
マギーるみ。1960年4月21日生まれ。神奈川県横浜市出身。オフィス樹木所属。本名：金子 美智子。
1981年に信沢に弟子入り。司郎の妹弟子にあたる。司郎とは違い、正統派マジックを披露する。

### マギー司郎の弟子
マギー隆司 - 一番弟子。
青木和彦
あおき かずひこ。2番目の弟子であるが、手品師でなく俳優として活動している。
マギー審司
マギーしんじ。3番目の弟子。マセキ芸能社所属。
マギー勝司
マギーしょうじ。1971年1月13日生まれ。愛知県大府市出身。本名：野山 勝治。血液型はB型。
1995年に弟子入りした4番目の弟子。マギー一門のフロントマンとして活動中。
マギー裕基
マギーゆうき。1981年9月9日生まれ。東京都出身。本名：畠山 裕基。
5番目の弟子。2001年、法政大学文学部史学科在学中に弟子入り。オフィス樹木所属。
マギー隆史
マギーたかし。1972年10月4日生まれ。京都府京都市出身。本名：佐々木 隆史。
6番目の弟子。2003年に弟子入りするが、師匠との確執が生じ渡米する。現在はラスベガスにてクロースアップ・マジックを修行している。
マギー塁
マギーるい。1984年12月14日生まれ。静岡県静岡市出身。本名：柴田 塁。
2004年に弟子入りした7番目の弟子。兄弟子の隆司の弟子入りよりも後の生まれである。
マギー布野
マギーふの。1977年2月28日生まれ。島根県出身。本名：布野 功章。
8番目の弟子。2004年9月に弟子入り後すぐにデビューした期待の新人。司郎の弟子では唯一苗字を名乗っている。
マギー直樹
マギーなおき。1984年11月12日生まれ。東京都町田市出身。本名：渋谷 直樹。
9番目の弟子。2005年、東放学園デジタル映画科を卒業後に弟子入り。
目黒笑売塾に7期生として在籍。同塾卒業後の2009年4月からホリプロコムに所属、ホリプロのライブなどにも出演していた。
9番目の弟子であるが、出演時には「マギー司郎8番弟子」とあいさつをしている。『イツザイS』（テレビ東京）の『インディーズ芸人オーディション』に2009年12月28日放送回に出演した時にも「8番弟子」と紹介されていた。
その後劇団TEAM-ODACに移籍し、直樹フェスティバルに改名、オフィス樹木の一門系図からは名前が削除された。
2023年1月、マギー司郎のもとを訪ね、マギー一門復帰と「マギーフェス太」への改名を発表。役者活動も継続する。
マギー憲司
マギーけんじ。1979年8月7日生まれ。福岡県直方市出身。本名：深見 憲一。身長176cm、体重70kg。
10番目の弟子。2005年に弟子入りする前はプロサッカー選手を目指していた（ポジションはキーパー）。地元直方では、駅前で実演していた。
マギー幸人
マギーゆきと。1988年9月4日生まれ。栃木県真岡市出身。本名：石野 幸人。
11番目の弟子。現在は一門離脱。
マギー夏樹
マギーなつき。1989年8月2日生まれ。東京都出身。本名：吉本 夏樹。
12番目の弟子。一門初の平成生まれで、高校3年生だった2008年に弟子入り。
マギー利博
マギーとしひろ。1991年7月12日生まれ。神奈川県横浜市出身。本名：田島 利博。
13番目の弟子。音楽ユニット、fripSideのシングル「way to answer」にゲスト出演している。ちなみにこの曲のPVでは12番目の弟子と紹介されている。
マギー恵太
マギーけいた。1992年12月16日生まれ。東京都豊島区出身。本名：原田 悠太郎。
14番目の弟子。東京都立北園高等学校、学習院大学文学部ドイツ語圏文化学科卒業。大学在学中の2013年に弟子入り。現時点の弟子の中で最年少。中学・高校の教員免許（ドイツ語）、社会保険労務士、ファイナンシャルプランナーなどの資格を持つ。
TAC社会保険労務士講座の専任講師を務め、教室講義のほか、教材執筆なども手がけている。